# Крекінг-установки в Тисауйвароші
Крекінг-установки в Тисауйвароші — складова частина розташованого на північному сході Угорщини хімічного комплексу Tiszai Vegyi Kombinát (TVK). Станом на другу половину 2010-х років єдине виробництво у своєму типі в країні.
У 1964 році в Тисауйвароші почав роботу хімічний комбінат, котрий спершу випускав азотні добрива на основі імпортованого румунського газу. А з 1971-го на майданчику запрацювала лінія поліетилену малої потужності, яка забезпечувалась сировиною за допомогою спорудженого за радянською технологією малого заводу етилену. Втім, постійні проблеми з роботою останнього вимусили закрити його у 1974-му та перейти до імпорту сировини. На той час вже активно велось спорудження великої установки парового крекінгу (піролізу) вуглеводневої сировини, яку за рік ввели в експлуатацію. Вона мала потужність у 250 тисяч тонн етилену на рік, при цьому перший десяток років значна частина його частина — 130 тисяч тонн — спрямовувалась до українського Калуша по спеціально спорудженому під цей проект етиленопроводу.
У самому Тисауйвароші етилен використовували для полімеризації. Окрім запущеної на початку 1970-х першої лінії поліетилену низької щільності (LDPE), потужність якої довели до 55 тисяч тонн, на майданчику з'явилась лінія поліетилену високої щільності (HDPE), здатна продукувати 200 тисяч тонн, а з 1991-го — друга лінія LDPE на 65 тисяч тонн. Ще одним споживачем був завод з виробництва полівінілхлориду у Казінцбарциці (180 тисяч тонн на рік). При цьому у другій половини 1980-х, після зведення в Калуші власної установки парового крекінгу, напрямок поставок реверсували.
У підсумку тисауйвароська установка пройшла модернізацію до показника 370 тисяч тонн етилену на рік, а в 2005-му її доповнили ще однією з показником 290 тисяч тонн. Тоді ж запустили другу лінію HDPE потужністю 220 тисяч тонн, що довело загальний показник комбінату до 485 тисяч тонн поліетилену (стара лінія LDPE була демобілізована). Потужність виробництва полівінілхлориду у Казінцбарциці також істотно зросла — до 400 тисяч тонн, що потребувало приблизно 180 тисяч тонн етилену.
Як сировину піролізне виробництво у Тисауйвароші використовує переважно газовий бензин (naphtha), при цьому для установки № 1 його частка доходить до 95 % (плюс 5 % бутану), тоді як установка № 2 на третину залежить від інших видів вуглеводневої сировини — в її балансі 31 % припадає на пропан і бутан (в практично рівній пропорції), а ще 4 % на більш важкий ніж naphtha газойль.
Використання важкої (як для нафтохімії) сировини приводить до отримання значних об'ємів інших, аніж етилен, ненасичених вуглеводнів — пропілену, бутадієну, бутенів. Дві установки можуть продукувати 305 тисяч тонн пропілену, який використовується двома лініями полімеризації загальною потужністю 280 тисяч тонн. Що стосується бутадієну, то в 2015 році TVK запустило нову установку його вилучення потужністю 130 тисяч тонн на рік, яка замінила три старі лінії із загальним показником 180 тисяч тонн. Приблизно 40 тисяч тонн бутадієну споживатиме завод з випуску стирен-бутадієнового синтетичного каучуку, спорудження якого велось у другій половині 2010-х, тоді як інший об'єм зазначеного діолефіну планувався для експорту. Вилучений із отриманої на установках фракції С4 ізобутилен споживають на місцевому нафтопереробному заводі для продукування високооктанової присадки для пального — мети́лтрети́нного бути́лового ете́ру (МТБЕ). Відповідна установка запрацювала у 1982 році.